# Ян Песман
Ян Сійбранд Песман (нід. Jan Sijbrand Pesman; нар. 4 травня 1931, Гронінген (провінція) — пом. 23 січня 2014) —  нідерландський ковзаняр, бронзовий призер зимових Олімпійських ігор 1960.

## Спортивна кар'єра
Ян Песман почав займатися ковзанярським спортом лише у віці 20 років, але швидко покращував свої результати і в період з 1957 по 1960 роки брав участь у всіх чемпіонатах світу і Європи в класичному багатоборстві. Найкращих результатів він досяг на чемпіонатах світу і Європи 1959 року, на яких був п'ятим в загальному заліку. На чемпіонаті світу 1959 Песман переміг на дистанції 5000 м і був другим на дистанції 10000 м, і лише посередній виступ на спринтерських дистанціях не дозволив йому потрапити до числа призерів. На чемпіонаті світу 1960 року Песман переміг на дистанції 10000 м.
На Олімпійських іграх 1960 Ян Песман брав участь в забігах на 500, 5000 і 10000 м. В забігу на 500 м Песман очікувано опинився в кінці списку учасників.
На дистанції 5000 м Песман біг в парі з радянським ковзанярем Віктором Косичкіним, маючи за орієнтир час норвежця Кнута Йоганнесена 8:00,8. Песман біг добре і, показавши час 8:05,1, виграв бронзову нагороду, але залишився не зовсім задоволеним своїм виступом, оскільки відстав від Косичкіна, що став чемпіоном з часом 7:51,3, майже на 14 секунд.
На дистанції 10000 м Песман розпочав біг в дуже хорошому темпі, але потім уповільнився і показав лише 12-й результат.
Після цих ігор Песман завершив спортивну кар'єру.